# بی‌یرس
بی‌یرس (به هلندی: Beers) یک منطقهٔ مسکونی در هلند است که در لیتنسرادیل واقع شده‌است. بی‌یرس ۱۳۳ نفر جمعیت دارد.